# Шитал пати
Шитал пати (бенгалски:শীতল পাটি) је врста простирке. Прави се од биљке мурте (Schumannianthus dichotomus). Обично се користи у индијској држави Западни Бенгал и у Бангладешу. Отирачи са украсним дизајном називају се накши пати. 
Шитал пати се праве од трске или од биљке мурте, познате на различитим местима као mostak, patipata, patibet и paitara. Биљка мурта расте око водених површина у Силхету, Сунамганџу, Барисалу, Тангаилу, Комили, Ноакалију, Фенију и Читагонгу. Накши пати направљен од биљака мурте доступан је само у окрузима Силхет и Ноакхали у Бангладешу. У Индији, шитал пати се прави у северном округу Кох Бехар у држави Западни Бенгал. Међу областима Кох Бехара где се тка шитал пати, Сагаресвар, Гхугумари и Пашнаданга су важни центри.

## УНЕСКО-ва листа нематеријалног културног наслеђа
Шитал пати је традиционална уметност прављења ручно рађене простирке плетењем трака зелене трске познате као "мурта". Простирку користе људи широм Бангладеша као простирку за седење, прекривач или простирку за молитву. Главни носиоци традиције су ткачи из региона Силхет у Бангладешу, али постоје и у другим деловима земље. У сакупљању и обради мурте учествују и мушкарци и жене, при чему су жене више укључене у процес ткања. Занат је главни извор средстава за живот и снажна ознака идентитета; пошто је првенствено породични занат, помаже у јачању породичних веза и стварању хармоничне друштвене атмосфере. Овладавање техником даје друштвени престиж, а пракса оснажује жене, као и сиромашне заједнице. Влада промовише занат путем локалних и националних сајмова, а групе које раде Шитал Пати се све више организују у задруге како би се обезбедила ефикасна заштита и пренос заната и гарантовала његова профитабилност. Пракса се првенствено преноси с генерације на генерацију у породицама занатлија.
УНЕСКО је препознао Традиционалну уметност шитал пати ткања Силхета и уврстио је на Репрезентативну листу нематеријалног културног наслеђа човечанства 2017. године.

## Галерија
- Шитал пати у националном музеју Бангладеша у Даки
- Шитал пати у продавници
- Ткање шитал патија